# Xã Knox, Quận Clearfield, Pennsylvania
Xã Knox (tiếng Anh: Knox Township) là một xã thuộc quận Clearfield, tiểu bang Pennsylvania, Hoa Kỳ. Năm 2010, dân số của xã này là 647 người.